# Erigone koratensis
Erigone koratensis là một loài nhện trong họ Linyphiidae.
Loài này thuộc chi Erigone. Erigone koratensis được Embrik Strand miêu tả năm 1918.